# Joel Untersee
Joel Untersee (* 11. Februar 1994 in Johannesburg, Südafrika) ist ein Schweizer ehemaliger Fussballspieler.

## Karriere
Untersee spielte in seiner Jugendzeit beim SC Aadorf, FC Winterthur und später beim FC Zürich. 2010 wechselte er in die Jugendabteilung von Juventus Turin. Im Januar 2014 wurde er für ein Jahr an den FC Vaduz ausgeliehen und nach diesem Jahr nochmals um ein weiteres Jahr verlängert. Sein Debüt gab er im Februar 2014 in der Challenge League am 19. Spieltag im Spiel gegen den FC Lugano, das mit 2:0 gewonnen wurde.
Von 2016 bis 2017 war Untersee an Brescia Calcio verliehen. Seit 2017 spielt er auf Leihbasis beim FC Empoli. Aktuell ist er bei HJK Helsinki verpflichtet.

## Titel und Erfolge
FC Vaduz
- Liechtensteiner Cupsieger: 2014, 2015, 2016